# Max Minghella
Max Giorgio Choa Minghella (Londra, 16 settembre 1985) è un attore, sceneggiatore e produttore cinematografico britannico.

## Biografia
Minghella è nato a Hampstead, un quartiere del borgo londinese di Camden, il 16 settembre del 1985, figlio del regista inglese Anthony Minghella (deceduto nel 2008, per complicazioni emorragiche in seguito ad un intervento chirurgico) e della coreografa cinese Carolyn Jane Choa. Il padre era di origini italiane (più precisamente della provincia di Frosinone), mentre la madre, nativa di Hong Kong, è di origini cinesi han ed ebraiche per parte paterna e d'origini inglesi, irlandesi, parsi, svedesi e cinesi per quella materna. Minghella ha frequentato la Columbia University, che considerava la sua "prima priorità" ed infatti ha lavorato generalmente solo durante la pausa estiva. A proposito di questo ha detto di sentirsi come "un ragazzo inglese in una scuola americana" e che la maggior parte degli studenti della Columbia "non aveva idea" di chi lui fosse. Terminati gli studi è entrato nella compagnia del National Youth Theatre.
Dopo aver partecipato al cortometraggio Toy Boys ed una comparsata non accreditata nel film diretto dal padre Ritorno a Cold Mountain, debutta professionalmente nel 2005 nel film Parole d'amore. Nello stesso anno ottiene una parte nel thriller politico Syriana, dove interpreta il figlio del personaggio di George Clooney. Nel 2006 recita nella bizzarra commedia Art School Confidential - I segreti della scuola d'arte, seguita dalla commedia romantica Elvis and Anabelle, con Blake Lively. Nel 2008 fa parte del cast di Star System - Se non ci sei non esisti e partecipa all'adattamento cinematografico della raccolta di racconti dello scrittore David Foster Wallace Brevi interviste con uomini schifosi.
Nel 2009 recita al fianco di Rachel Weisz in Agora, di Alejandro Amenábar. Nel 2010 prende parte al film di David Fincher, The Social Network, dove interpreta la parte di Divya Narendra, socio dei gemelli Winklevoss che avevano affidato a Mark Zuckerberg, fondatore di Facebook, il compito di creare un sito internet per Harvard, da cui poi Zuckerberg ha preso l'ispirazione per creare Facebook. Il film narra dei due processi intentati contro Zuckerberg per aver copiato la loro idea: uno dai gemelli Cameron e Tyler Winklevoss e uno dal suo ex socio Eduardo Saverin.

### Vita privata
Dal 2010 al 2014 è stato fidanzato con Kate Mara. Dal 2018 al 2023 ha avuto una relazione con l'attrice Elle Fanning

## Filmografia

### Attore

#### Cinema
- Parole d'amore (Bee Season), regia di Scott McGehee e David Siegel (2005)
- Syriana, regia di Stephen Gaghan (2005)
- Art School Confidential - I segreti della scuola d'arte (Art School Confidential), regia di Terry Zwigoff (2006)
- Elvis and Anabelle, regia di Will Geiger (2007)
- Star System - Se non ci sei non esisti (How to Lose Friends & Alienate People), regia di Robert B. Weide (2008)
- Brief Interviews with Hideous Men, regia di John Krasinski (2009)
- Agora, regia di Alejandro Amenábar (2009)
- The Social Network, regia di David Fincher (2010)
- Le idi di marzo (The Ides of March), regia di George Clooney (2011)
- L'ora nera (The Darkest Hour), regia di Chris Gorak (2011)
- 10 Years, regia di Jamie Linden (2011)
- Gli stagisti (The Internship), regia di Shawn Levy (2013)
- Horns, regia di Alexandre Aja (2013)
- About Alex, regia di Jesse Zwick (2014)
- Senza uscita (Not Safe for Work), regia di Joe Johnston (2014)
- Into the Forest, regia di Patricia Rozema (2015)
- The 9th Life of Louis Drax, regia di Alexandre Aja (2016) - non accreditato
- Spiral - L'eredità di Saw (Spiral: From the Book of Saw), regia di Darren Lynn Bousman (2021)
- Babylon, regia di Damien Chazelle (2022)

#### Televisione
- The Mindy Project – serie TV, 7 episodi (2013-2015)
- The Handmaid's Tale – serie TV (2017-2025)

#### Videoclip
- Shot at the Night dei The Killers (2013)
- Gravity di Trentemøller (2014)

### Regista
- Teen Spirit - A un passo dal sogno (Teen Spirit) (2018)

### Sceneggiatore
- The 9th Life of Louis Drax, regia di Alexandre Aja (2016)
- Teen Spirit - A un passo dal sogno (Teen Spirit), regia di Max Minghella (2018)

### Produttore
- I due volti di gennaio (The Two Faces of January), regia di Hossein Amini (2014)
- The 9th Life of Louis Drax, regia di Alexandre Aja (2016)

## Riconoscimenti
- Premio Emmy
  - 2021 - Candidatura al miglior attore non protagonista in una serie commedia per The Handmaid's Tale
- Screen Actors Guild Award
  - 2011 - Candidatura al miglior cast cinematografico per The Social Network
  - 2018 - Candidatura al miglior cast in una serie drammatica per The Handmaid's Tale
  - 2019 - Candidatura al miglior cast in una serie drammatica per The Handmaid's Tale
  - 2022 - Candidatura al miglior cast in una serie drammatica per The Handmaid's Tale
  - 2023 - Candidatura al miglior cast cinematografico per Babylon

## Doppiatori italiani
Nelle versioni in italiano delle opere in cui ha recitato, Max Minghella è stato doppiato da:
- Andrea Mete in Parole d'amore, L'ora nera, About Alex
- Davide Perino in Syriana, Art School Confidential - I segreti della scuola d'arte
- Francesco Pezzulli in Star System - Se non ci sei non esisti, Agora
- Marco Vivio in Gli stagisti, Spiral - L'eredità di Saw
- Gianfranco Miranda in The Social Network
- Emiliano Coltorti in Le idi di marzo
- Fabrizio De Flaviis in Babylon
- Roberto Palermo in The Handmaid's Tale